# Силахдар Али-паша
Силахдар Дамат Али-паша (тур. Silahdar Damat Ali Paşa), после смерти получил имя Шехит Али-паша (тур. Şehit Ali Pasha — «мученик»; 1667 — 5 августа 1716) — великий визирь Османской империи с 27 апреля 1713 года.

## Биография
Родился в городе Изник (бывшая Никея), недалеко от Бурсы, в турецкой семье. Имя его отца было Хаджи Хусейн. Он учился в школе при султанском дворце в Стамбуле и во время правления Мустафы II был назначен личным секретарем султана. В 1709 году он был помолвлен с дочерью Ахмеда III, Фатьмой, получив звание дамат (зять) и был назначен вторым визирем. С 27 апреля 1713 года стал великим визирем.
13 (24) июня 1713 г. он заключил Адрианопольский мир с Россией, по которому были определены северные границы Османской империи по Днепру.
Великий визирь был сторонником жесткой, наступательной политики в отношении христианских государств. После прихода к власти он возглавил военную партию, которая убедила султана начать в декабре 1714 года войну с Венецианской республикой. В начале 1714 года его внимание сосредоточилось на Морее (полуостров Пелопоннес в южной Греции), которая была передана Венецианской республике по Карловицкому договору, окончившему Морейскую войну 1684—1699 годов. Османы не смирились с его потерей. Когда венецианцы приютили повстанцев из Черногории в своей провинции Далмация,  некоторые их купцы были втянуты в судебные процессы. Османская империя использовала это как повод для объявления войны.
Кампания 1715 года, которую возглавлял Дамат Али-паша, имела большой успех — турки быстро и с малыми потерями отвоевали Морею, а также ряд городов и крепостей на Пелопоннесе. Однако, Габсбургская Австрия, союзник Венеции, также объявила войну Османской империи. В 1716 году между австрийскими войсками под руководством Евгения Савойского и турецкими под руководством Дамат Али-паши состоялась битва под Петроварадином, в которой турецкая армия потерпела поражение. Дамат Али-паша был ранен в сражении и вскоре умер.
Похоронен в Белградской крепости в Калемегдан.